# Пореченский район
Пореченский район (в 1927—1930 — Поречьевский район) — административно-территориальная единица в составе Ленинградской, Западной, Великолукской и Псковской областей РСФСР, существовавшая в 1927—1930 и 1945—1959 годах.

## Район в 1927—1930 годах
Поречьевский район в составе Великолукского округа Ленинградской области был образован в 1927 году. В район вошло 7 сельсоветов: Борисоглебский, Калошинский, Колдобинский, Комшанский, Полибинский, Поречьевский, Урицкий.
В 1928 году образованы Крупошовский и Медведковский с/с.
В 1929 году Великолукский округ был передан в Западную область.
В 1930 году в результате ликвидации окружного деления Поречьевский район перешёл в прямое подчинение Западной области.
В 1930 году Поречьевский район был упразднён. При этом Колдобинский, Крупошовский, Медведковский, Полибинский, Поречьевский, Урицкий с/с переданы в Великолукский район, Борисоглебский и Комшанский — в Невельский район, Колошинский — в Усвятский район.

## Район в 1945—1959 годах
Вторично Пореченский район в составе Великолукской области был образован в 1945 году. В район вошли Берниковский, Калдобинский, Мишагинский, Плаксинский, Пореченский, Полибинский, Сиверстский, Урицкий, Успенский с/с Великолукского района, Борисоглебский, Комшанский, Стайковский с/с Невельского района.
В 1954 году Берниковский с/с присоединён к Полибинскому, Станковский к Борисоглебскому, Плаксинский — к Мишагинскому (в 1956 году Берниковский и Плаксинский с/с были восстановлены).
В 1957 году район был передан в Псковскую область.
В 1959 году Пореченский район был упразднён, а его территория присоединена к Великолукскому району.